# قره خان بندی
قره خان بندی، روستایی از توابع بخش گرمخان شهرستان بجنورد در استان خراسان شمالی ایران است. این روستا در مسیر اصلی جاده بجنورد به مشهد می‌باشد

## جمعیت
این روستا در دهستان گرمخان قرار دارد و براساس سرشماری مرکز آمار ایران در سال ۱۳۸۵، جمعیت آن ۶۵۳ نفر (۱۷۰خانوار) بوده‌است.
اقتصاد و کار آفرینی
ساکنین روستای قره خانبندی به دامداری و دامپروری مشغول هستند و فراورده لبنی حاصل از دام را به فروش میرسانند. در کنار دامداری جوانان روستای قره خان بندی صاحب کار و کار آفرینی هستند که در سطح شهرستان بجنورد و بعضاً در استان خراسان شمالی شناخته شده‌اند. در زیر به آن‌ها اشاره میکنیم:
۱_ پیمانکارهای عمرانی و صاحب شرکت‌های پیمانکاری
۲_ احداث مجموعه خدمات تفریحی و گردشگری در روستا و خدمات اقامتی به زائرین علی بن موسی الرضا
۳_شرکت بسته‌بندی  خشکبار و سبزیجات و صادرات آن به مناطق استانی
وضعیت آب و هوایی
روستای قره خانبندی تابستان‌های گرم و زمستان‌های بسیار سردی دارد و طبق آمار آب و هوایی دما این روستا در تابستان به ۲۵+ درجه و در زمستان به ۲۷- درجه زیر صفر رسیده است
امکانات رفاهی
مسجد ، پارک ، مدرسه ، زمین فوتبال و والیبال ، اقامتگاه‌های تفریحی گردشگری و صنایع دستی
زبان و گویش
زبان مردم این روستا زبان کردی کرمانجی است.

## منبع
- «نتایج سرشماری عمومی نفوس و مسکن ۱۳۸۵». درگاه ملی آمار ایران. بایگانی‌شده از اصلی در ۱ ژانویه ۲۰۱۳. دریافت‌شده در ۱ ژانویه ۲۰۱۳.